# Kōichi Morishita
Koichi Morishita, född den 5 september 1967 i Yazu, Japan, är en japansk friidrottare inom långdistanslöpning.
Han tog OS-silver i maraton vid friidrottstävlingarna 1992 i Barcelona.